# Radio Funkwerk
Radio Funkwerk war ein Bürgerradio für Erfurt und Weimar und seit 1999 on air. Der Bürgersender bot ein umfangreiches Schulungs- und Veranstaltungsprogramm sowie Projektwochen für Schulen und andere Einrichtungen an. Radio Funkwerk war ein Offener Kanal in der Trägerschaft der Thüringer Landesmedienanstalt.

## Empfang
Radio Funkwerk war in Erfurt terrestrisch auf der Frequenz 96,2 MHz und in Weimar auf 106,6 MHz zu empfangen. Im Kabel sendete Radio Funkwerk unter 107,90 MHz (Erfurt und Weimar) und 90,35 MHz (nur Erfurt).
Die Frequenzen teilte sich Radio Funkwerk in Erfurt mit Radio F.R.E.I. und in Weimar mit Radio Lotte. Dies waren die beiden Thüringer Nichtkommerziellen Lokalradios (NKL), die nach Landesmediengesetz dort existieren durften, wo ein Offener Kanal präsent ist.
Mit der Novellierung des Thüringer Landesmediengesetzes wurde am 31. Mai 2015 der Sendebetrieb eingestellt. Auf den UKW-Frequenzen in Erfurt und Weimar sind jeweils Radio F.R.E.I. und Radio LOTTE zu empfangen, die in ihrer neuen Bestimmung als Bürgersender neben ihrem redaktionellen Programm tägliche 2 zugangsoffene Sendestunden für interessierte Bürger als niedrigschwelligen Zugang zur Verfügung stellen.
Einige Sendungen von Radio Funkwerk und deren Redakteure sind jetzt in den Programmen von F.R.E.I. und LOTTE zu hören.